# Marc-André ter Stegen
Marc-André ter Stegen (født 30. april 1992) er en tysk professionel fodboldspiller, som spiller for La Liga-klubben FC Barcelona og Tysklands landshold.
Han har tidligere spillet i den tyske klub Borussia Mönchengladbach.
Marc-André ter Stegen er anerkendt som en såkaldt "sweeperkeeper", der deltager i spillet med afleveringer og samtidig er aktiv i luftspillet.
Den unge keeper var i sæsonen 2014-15 med til at vinde The Treble i sin første sæson med FC Barcelona.